# 莫南普特伊
莫南普特伊（法語：Monampteuil，發音：[mɔnɑ̃ptœj]）是法国上法兰西大区埃纳省的一个市镇，属于拉昂区。

## 地理
莫南普特伊（49°28'33"N, 3°34'21"E）面积5.86 平方千米，位于法国上法蘭西大區埃纳省，该省份为法国北部内陆省份，北起北部省，西接索姆省和瓦兹省，东临阿登省和马恩省，西南至塞纳-马恩省，东北部与比利时接壤。
与莫南普特伊接壤的市镇（或旧市镇、城区）包括：舍夫勒尼、拉瓦勒昂洛努瓦、奥斯泰勒、于尔塞勒、帕尔尼和菲兰。
莫南普特伊的时区为UTC+01:00、UTC+02:00（夏令时）。

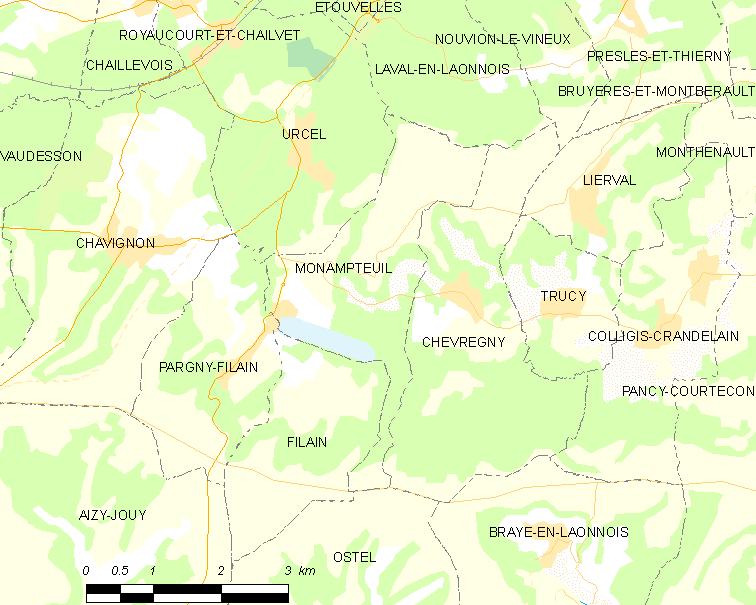
莫南普特伊的OSM定位图

## 行政
莫南普特伊的邮政编码为02000，INSEE市镇编码为02490。

## 政治
莫南普特伊所属的省级选区为塔德努瓦地区费尔县。

## 人口

1962-2008年间莫南普特伊人口变化图示

莫南普特伊于2022年1月1日时的人口数量为123人。